# Unst Baltasound
Unst Baltasound är en flygplats i Storbritannien.   Den ligger i kommunen Shetlandsöarna och riksdelen Skottland, i den norra delen av landet, 1 000 km norr om huvudstaden London. Unst Baltasound ligger 7 meter över havet. Den ligger på ön Unst.
Terrängen runt Unst Baltasound är platt åt sydost, men åt nordväst är den kuperad. Havet är nära Unst Baltasound åt sydost.